# Der Traum des Kelten
Der Traum des Kelten (spanischer Originaltitel: El sueño del celta) ist ein 2010 erschienener Roman des peruanischen Literatur-Nobelpreisträgers Mario Vargas Llosa über Roger Casement. Das Werk erschien 2011 in deutscher Sprache.

## Inhalt

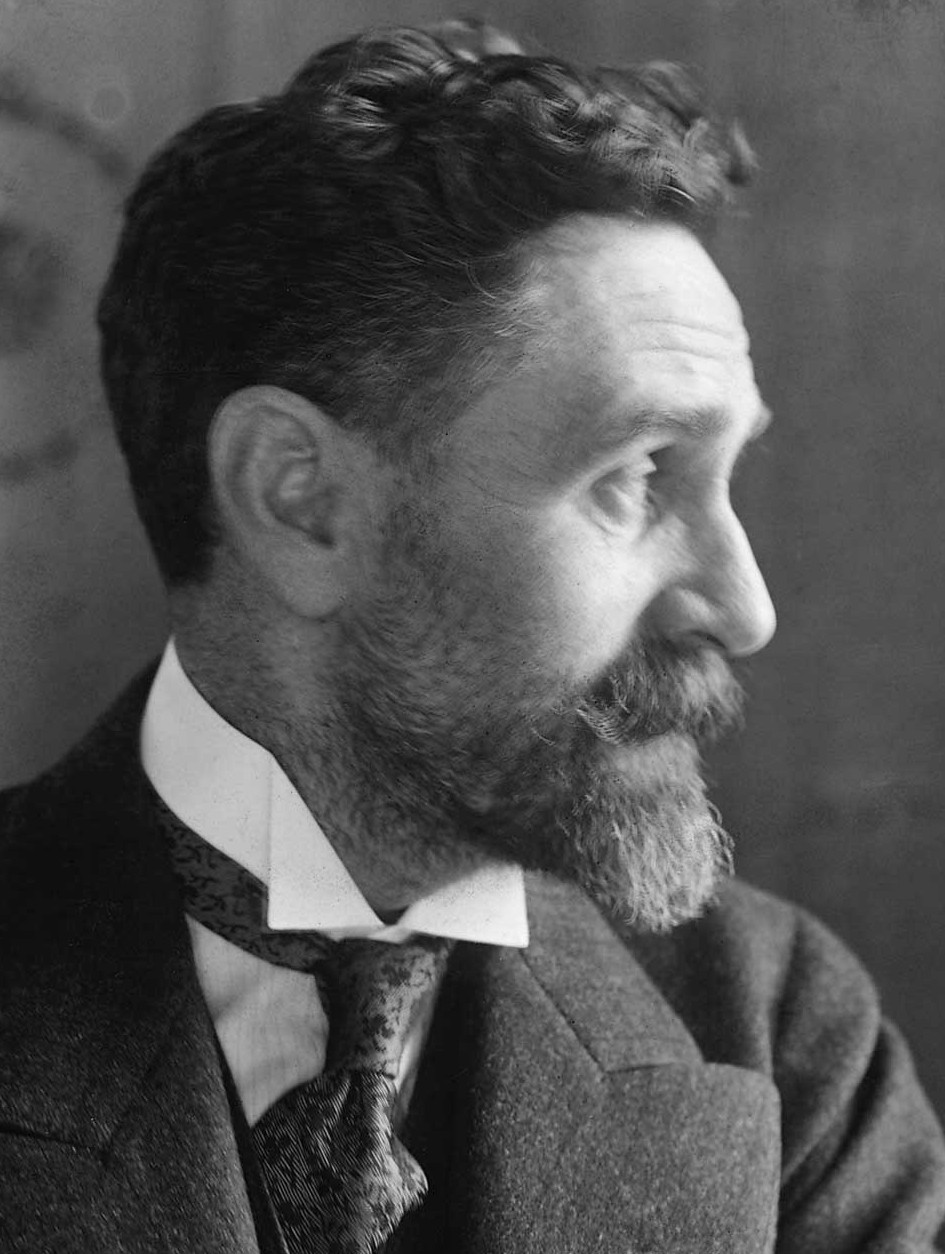
Sir Roger Casement, die Hauptfigur des Romans

Die Rahmenhandlung schildert die letzten Tage Roger Casements im Sommer 1916 vor seiner Hinrichtung im Londoner Pentonville-Gefängnis. In Rückblicken erzählt Vargas Llosa dokumentarisch weitgehend genau das Leben des Diplomaten, Menschenrechtlers und irischen Nationalisten. Die prägenden Stationen und Entwicklungslinien dieses Lebens stellt er in drei Kapiteln dar: „Der Kongo“, „Der Amazonas“ und „Irland“. In einem kurzen Epilog geht der Autor auf das Nachleben seines Helden ein.
Zunächst beschreibt der Roman, welch entscheidende Rolle Roger Casement 1903 bei der Aufdeckung der Kongogräuel gespielt hat. Als britischer Konsul unternimmt er eine Reise in den Kongo-Freistaat, der dem belgischen König Leopold II. untersteht. Er soll den in Europa laut gewordenen Vorwürfen gegen das dortige Regime nachgehen und findet heraus, dass die eingeborene Bevölkerung einem System von Zwangsarbeit und Terror ausgesetzt ist, das einzig und allein den Profiten König Leopolds und der europäischen Handelsunternehmen im Kongo dient. Sein offizieller Bericht führt zur Beendigung des Schreckensregiments.
In den Jahren 1910/11, die im zweiten Kapitel behandelt werden, leitet Casement eine britische Mission ins peruanische Amazonasgebiet, wo auf Kautschuk-Plantagen der Peruvian Amazon Company, eines im Zuge des Kautschukbooms vom peruanischen Kautschukbaron Julio César Arana del Águila gegründeten und geleiteten britisch-peruanischen Unternehmens, ähnliche Verhältnisse herrschen sollen wie seinerzeit im Kongo. Casement und seine Begleiter decken auf, dass die Indigenen am Río Putumayo der brutalen Ausbeutung durch das Kautschuk-Unternehmen schutzlos ausgeliefert und dezimiert worden sind. Nachdem es der Kautschuk-Firma zunächst gelungen ist, ihr System aufrechtzuerhalten, reist Casement ein weiteres Mal nach Peru. Seine Berichte an die Regierungen in London und Washington veranlassen diese, Druck auf Peru auszuüben und das Kautschuk-Unternehmen zu schließen.
Die Erfahrungen in Afrika und Südamerika machen aus Casement einen überzeugten Gegner des Kolonialismus. Auch in der britischen Herrschaft über Irland sieht er koloniale Unterdrückung. Das dritte Kapitel des Romans schildert Casements Aktivitäten für die irische Unabhängigkeitsbewegung, die er nach seiner Rückkehr unterstützt: Während des Ersten Weltkriegs verhandelt er mit der deutschen Regierung über die Aufstellung einer irischen Brigade aus Kriegsgefangenen, die in einem Volksaufstand gegen die Briten in Irland kämpfen soll. Da Casement aber eine Rebellion ohne direkte deutsche Unterstützung für aussichtslos hält, reist er im Frühjahr 1916 mit einem U-Boot in seine Heimat, um die irischen Nationalisten im letzten Moment vom Osteraufstand abzuhalten, an dessen Planung er nicht beteiligt war. Das Vorhaben misslingt, nicht zuletzt aufgrund von Casements Vertrauensseligkeit gegenüber einem Verräter. Er wird kurz nach seiner Landung verhaftet und nach der Niederschlagung des Osteraufstands als einer ihrer angeblichen Anführer zum Tode verurteilt und hingerichtet.